# Non ho l'età
"Non ho l'età" [non ɔ leˈta] ("Eu não tenho idade") foi a canção vencedora do Festival Eurovisão da Canção 1964, que se realizou em Copenhaga em 21 de março desse ano.
A referida canção foi interpretada pela cantora italiana Gigliola Cinquetti  em representação da Itália. Foi cantada em italiano. Como todas a s anteriores canções italianas, havia vencido o Festival de San Remo. Cinquetti tinha 16 anos quando venceu o certame, sendo assim a segunda cantora vencedora mais nova da história do Festival Eurovisão da Canção, a seguir apenas à cantora belga Sandra Kim que afirmara ter 15 anos quando venceu o Festival Eurovisão da Canção 1986, em Bergen, com a canção "J'aime la vie"- se bem que mais tarde tenha sido revelado que ela apenas tinha 13 anos . A canção "Non ho l'etá" foi a décima-segunda canção a ser interpretada, a seguir a canção portuguesa "Oração, interpretada por António Calvário e antes da canção jugoslava "Život je sklopio krug", cantada por  Sabahudin Kurt. A canção italiana foi a vencedora do certame, recebendo um total de 49 pontos, sendo o reprise desta canção, um dos poucos vertígios videográficos deste festival, quase tudo o resto desapareceu. No ano seguinte, em 1965, a Itália foi representada por Bobby Solo com a canção "Se piangi, se ridi", enquanto a cantora francesa France Gall a sucederia como vencedora com a canção "Poupée de cire, poupée de son", pelo Luxemburgo.
Cinquetti voltou a participar na Eurovisão em 1974 com a canção  "Sì que terminou em seguundo lugar, at´ras dos ABBA, com "Waterloo" e co-apresento com Toto Cutugno o Festival Eurovisão da Canção 1991 que teve lugar em Roma.

## Autores
| AUTORES                          |
| -------------------------------- |
| Letrista: Mario Panzeri          |
| Compositor: Nicola Salerno       |
| Orquestrador: Gianfranco Monaldi |

## Letra
Na canção, Cinquetii canta que é muito nova para amar o objeto dos seus afetos. Ela diz-lhe para q deixe viver um amor romãntico, sem compromissos para que um dia o desenlace tenha outros efeitos. No fim da canção Cinquetti diz ao seu mante "Se tu quiseres, Se tu quiseres esperar por mim, qualquer dia, o meu amor  ser´para ti"

## Sucesso internacional
"Non ho l'etá tornou-se um sucessso comercial considerável, tanto em Itália, o resto da Europa continental, Escandinávia e um pouco por todo o mundo.

## Versões
Devido ao sucesso da canção, Cinquetti gravou várias versões noutros idiomas: inglês, francês, castelhano, alemão e até japonês. Além disso lançou novas versões da canção em italiano.
| Outras versões                              |
| ------------------------------------------- |
| * "This is my prayer" (em inglês)           |
| * "Je suis à toi" (francês)                 |
| * "Luna nel blu" (em alemão)                |
| * "No tengo edad (para amarte) (castelhano) |
| * " 夢見る想い/Yumemiru omoi (Japonês)      |
| * nova versão (1990) (italiano) [3:18]      |
| * nova versão (1999) (italiano) [3:46       |
| * nova versão (italiano) [3:17]             |